# Magnolia coriacea
Magnolia coriacea là một loài thực vật có hoa trong họ Magnoliaceae. Loài này được (Hung T.Chang & B.L.Chen) Figlar mô tả khoa học đầu tiên năm 2000.